# Yves Gyldén
Yves Hugo Olof Emil Gyldén, född 10 november 1895 i Orgères, Frankrike, död 18 maj 1963, var en svensk direktör, kryptolog, idrottsledare inom rugby, översättare och författare.

## Biografi
Gyldén föddes medan fadern Olof Gyldén tjänstgjorde som svensk diplomat (ministerresident) i Frankrike; modern Yvonne Gyldén, född Hédal, var fransyska. Hans farfar var Hugo Gyldén. Som ung bodde han också i Argentina (1908-1911), under faderns tjänstgöring där. Han tog studentexamen 1914, reservofficersexamen 1917, och examen från förvaltningshögskolan École de préparation à la vie publique i Paris 1924. Med sin internationella bakgrund arbetade Gyldén med export för olika företag. 1919-1927 var han exportchef för Huileries de Boubaix et d’Odessa i Paris, var 1928-1939 verksam som delägare i faderns företag och 1932-1939 som auktoriserad översättare (franska). Från 1939 var han exportchef vid Astra, och 1940 tjänstgjorde han som värnpliktig löjtnant. vid Försvarsstabens kryptoavdelning, senare ombildat till FRA. På försvarsstabens kryptoavdelning arbetade han huvudsakligen med att forcera fransk krypterad trafik. Från 1941 avslutades hans tjänstgöring vid kryptoavdelningen, och han ägnade sig helt åt arbetet på Astra.
Yves Gyldén hade ett stort intresse för kryptografi, i kombination med både språklig och matematisk begåvning, och skall ha börjat med hemlig skrift redan som barn. Även hans far Olof Gyldén skall ha delat det kryptografiska intresset, och var i ett tidigt skede affärskollega till Arvid Damm i hans firma Aktiebolaget Cryptograph. Yves Gyldén skrev flera artiklar på franska i ämnet i Revue International de Criminalistique, och gav 1931 ut en svenskspråkig bok, Chifferbyråernas insatser i världskriget till lands. Han anlitades som lärare i kryptografi och kryptoanalys vid flera militära skolor, och räknades under 1930-talet som den svenska pionjären och främsta experten på ämnet.
Gyldén var också en pionjär i att införa rugby i Sverige. Under sin vistelse i Frankrike spelade han i klubben Stade Français och startade upp rugbyverksamhet efter att han återvände till Sverige 1927. Han var den förste ordföranden för Svenska Rugbyförbundet när förbundet bildades 1932. Han var ordförande 1932-1937 innan han 1938 efterträddes av P.O. Johansson och åter ordförande i ett år 1961.
Han spelade en mindre roll i filmen Service de nuit (1932). Gyldén var far till Nils Gyldén.
Gyldén avled den 18 maj 1963 och gravsattes 31 maj på Norra begravningsplatsen i Solna kommun.